# Tierce en taille
La tierce en taille est une forme musicale de la musique classique française ayant comme voix principale une registration utilisant le jeu de tierce. Le terme en taille signifie que la mélodie est jouée dans la tessiture du ténor, c'est-à-dire le milieu du clavier.
La mélodie est accompagnée sur un autre clavier par des jeux de fond doux (bourdon, montre) et éventuellement une basse à la pédale.
Le clavier jouant la tierce en taille est composé des principaux principale ou montre 8',  prestant 4', doublette, nazard, et jeu de tierce. On peut éventuellement ajouter s'il est disponible le jeu de larigot 1'. Certains orgues possèdent un jeu de grosse tierce se basant sur un jeu de 16'.

## Tierce en taille pour orgue
Nombre de grands compositeurs pour orgue de la période classique ont composé un morceau de tierce en taille. 
- Louis Marchand : « Récit de Tierce en taille »
- Jean-François d'Andrieu : « Récit de Tierce en Taille »
- Nicolas de Grigny : « Tierce en Taille »

## Exemple sonore
Louis Marchand : « Récit de Tierce en taille » sur un authentique orgue à tuyaux, l'orgue classé Monument Historique François-Henri Clicquot de Souvigny par Jean-Luc Perrot You Tube
- Registration :
  - Grand Orgue = Bourdon 8' et Montre 8'
  - Positif =  Jeu de tierce (Bourdon, Prestant, Nasard, Doublette, Tierce)
  - Pédale = Flûte 8'

Jean-François d'Andrieu : « Récit de Tierce en Taille » extrait de la suite pour orgue en ré majeur, ici joué sur un orgue numérique (orgue électronique sans tuyaux).
- Registration :
  - Grand Orgue = Bourdon 8' et Flûte 4'
  - Positif = Petit Jeu de Tierce (Bourdon, Prestant, Nasard, Quarte, Tierce)
  - Pédale = Tirasse G.O.